# Revolta de Loja
La revolta camperola de Loja, també dita Revolución del pan y el queso, ocorregué el 28 de juny de 1861 quan un nombrós grup de jornalers, encapçalats pel veterinari Rafael Pérez del Álamo i al crit de "Visca la República i mori la Reina!" van assaltar la caserna de la Guàrdia Civil d'Iznájar a conseqüència de les pèssimes condicions de treball i davant la frustració per no poder accedir als beneficis de la desamortització.

## Orígens de l'aixecament
La revolta de Loja s'enquadra dins de les lluites socials desenvolupades per la pagesia andalusa durant el regnat d'Isabel II d'Espanya, tenint antecedents en els successos d'El Arahal de 1857. Pel que sembla el moviment va ser gestat per una societat secreta de caràcter liberal i republicà, amb forta influència del Partit Demòcrata i seguit massivament per la pagesia davant la carestia de vida i la forta desigualtat social present en el camp andalús.
L'eliminació dels mayorazgos, el règim senyorial i la limitació d'accés als béns comunals va provocar un empobriment accentuat dels treballadors del camp. En 1857 es van produir els primers moviments camperols de protesta, ràpidament sufocats per les forces de seguretat. Sembla que l'aixecament va ser avançat pels rebels davant el motí de Mollina del 24 de juny, que va provocar el risc que el pla fos descobert per les autoritats.

## Evolució
Després de moviments de tropes el 24 de juny a Màlaga a causa de la revolta a Mollina, es precipiten els esdeveniments. El 28 de juny, un grup de 600 homes armats dirigits per Pérez del Álamo pren Iznájar i ocupa sense gaire resistència l'ajuntament i la caserna de la Guàrdia Civil. En aquesta localitat els insurrectes publicaran un manifest en el qual demanen l'adhesió als habitants del poble i proclamen que el seu objectiu és la defensa de la democràcia i la propietat.
El 30 de juny els jornalers es van desplaçar, alçant la bandera de la República i cantant l'Himne de Riego, a la ciutat de Loja, feu de Ramón María Narváez que exercia a la seva ciutat natal com a autèntic cacic, concentrant-se uns deu mil -segons la majoria de les fonts- de les poblacions properes que van saquejar i van assaltar la ciutat, establint un sistema rudimentari de repartiment de terres. La revolta s'estén per Archidona, Íllora, Huétor-Tájar i Alhama de Granada.
El 3 de juliol el Capità General de Granada (Andalusia) va manar forces militars dirigides pel brigadier Serrano del Castillo perquè restablissin l'ordre, prenent la ciutat en un combat sagnant. Pérez del Álamo es retira a Alhama el 4 de juliol. Després d'això, decideixen avançar cap a Granada per tractar de conquistar-la, sent derrotats a la rodalia del poble de Las Pilas.
Després del control de Loja el dia 4, es va procedir a l'execució per procediment sumaríssim dels capitosts dels revoltats, afusellant-se, segons dades oficials, a cent setze d'ells -encara que Pérez del Álamo havia aconseguit fugir a Madrid- mentre que uns quatre-cents eren deportats. No obstant això, un nombrós grup es va dirigir a la capital, Granada, esperant amb això crear una mobilització major a la seva causa. A l'any següent, durant un viatge per Andalusia d'Isabel II, es va decretar l'amnistia para tots els implicats, inclòs Pérez del Álamo.